# (2720) Pyotr Pervyj
(2720) Pyotr Pervyj – planetoida z pasa głównego asteroid okrążająca Słońce w ciągu 3 lat i 204 dni w średniej odległości 2,33 j.a. Została odkryta 6 września 1972 roku w Krymskim Obserwatorium Astrofizycznym w Naucznym na Półwyspie Krymskim przez Ludmiłę Żurawlową. Nazwa planetoidy pochodzi od Piotra I (1672-1725), cara Rosji. Przed nadaniem nazwy planetoida nosiła oznaczenie tymczasowe (2720) 1972 RV3.